# القراباذین الکبیر
القراباذین الکبیر یکی از کتاب‌های محمد بن زکریای رازی است. در حدود یازده نسخهٔ خطی از آن در کتابخانه‌های مختلف ایران و جهان وجود دارد. این کتاب در سال ۱۳۹۵ توسط احسان مقدس از روی سه نسخهٔ خطی کتابخانهٔ مسجد اعظم قم و کتابخانهٔ ملک تهران و کتابخانهٔ مجلس شورای اسلامی تصحیح و مقابله شده و توسط انتشارات نوین‌پژوه سینا در تهران چاپ و منتشر شد.